# قائمة مواقع التراث العالمي في فرنسا

هذه قائمة بمواقع التراث العالمي في فرنسا مع خصائص التراث الثقافي والطبيعي فيها كما هو مدرج في قائمة التراث العالمي لليونسكو أو على القائمة المؤقتة للبلاد. قبلت فرنسا الاتفاقية المتعلقة بحماية التراث الثقافي والطبيعي العالمي في 27 يونيو 1975، وهو ما مكنها من ترشيح مواقع على أراضيها لإدراجها في قائمة التراث العالمي.
حاليًا، تم إدراج 49 موقعاً في فرنسا على قائمة التراث العالمي. 42 منها مواقع ثقافية، و6 منها ذات خصائص طبيعية، وواحدة مختلطة. أربع خصائص هي خصائص عابرة للحدود. تمت إضافة أول موقع إلى القائمة عام 1979 وآخرها في عام 2019. تم ترشيح خمس مواقع في عام 1979. تحتوي القائمة المؤقتة لفرنسا على 37 موقعاً.
الأسماء الواردة في الجداول أدناه هي أسماء المواقع كما هي مستخدمة في موقع اليونسكو. هناك ثلاثة أنواع مختلفة من المواقع الممكنة: ثقافية وطبيعية ومختلطة. معايير الاختيار الأول والثاني والثالث والرابع والخامس والسادس هي المعايير الثقافية، ومعايير الاختيار السابع والثامن والتاسع والعاشر هي المعايير الطبيعية. تواريخ المواقع المدرجة في قائمة التراث العالمي هي تواريخ التسجيل، وتواريخ القائمة المؤقتة هي تواريخ التقديم. الأرقام هي الأرقام المرجعية كما تستخدمها اليونسكو، وهي مرتبطة مباشرة بصفحات وصف المواقع على موقع اليونسكو.

## قائمة مواقع التراث العالمي
| الرقم المرجعي | الموقع | الصورة | الإقليم                                                                                              | حقبة                                                        | معايير              | سنة الإدراج                     | سنة التمديد      | وصف |
| ------------- | --- | ------ | --- | ----------------------------------------------------------- | ------------------- | ------------------------------- | ---------------- | --- |
| 230           | دير سان سافان سور غارتامب [الإنجليزية]                                                                     |        | أقطانية الجديدة                                                                                      | القرن التاسع                                                | ثقافي               | 1983                            | 2007             | [ 8 ] [ 9 ] |
| 165           | دير فونتوناي الكسترسي [الإنجليزية]                                                                         |        | برغونية إفرنش كمته                                                                                   | القرن الثاني عشر                                            | ثقافي               | 1981                            | 2007             | [ 9 ] [ 10 ] |
| 164           | نصب آرل التذكارية الرومانية أو التابعة لروما القديمة [الإنجليزية]                                          |        | إقليم ألب كوت دازور                                                                                  | من القرن الأول قبل الميلاد إلى القرن الرابع؛ القرن ثاني عشر | ثقافي               | 1981                            | -                | [ 9 ] [ 11 ] |
| 84            | بازيليك وتلة فيزيلاي [الإنجليزية]                                                                          |        | برغونية إفرنش كمته                                                                                   | القرن الثاني عشر                                            | ثقافي               | 1979                            | 2007             | [ 12 ] [ 13 ] |
| 943           | أبراج الكنائس في بلجيكا وفرنسا [الإنجليزية]                                                                |        | أوت دو فرانس                                                                                         | القرن الثالث عشر-القرن العشرين                              | ثقافي               | 1999                            | 2005             | من المواقع العابرة للحدود، المشتركة مع بلجيكا؛ وهو امتداد لأبراج الكنائس السابقة في فلاندرز وفالونيا. |
| 1256          | بوردو، ميناء القمر                                                                                         |        | أقطانية الجديدة                                                                                      | القرن الثامن عشر                                            | ثقافي               | 2007                            | -                | [ 15 ] |
| 770           | قناة دو ميدي                                                                                               |        | أوكستانيا                                                                                            | القرن السابع عشر                                            | ثقافي               | 1996                            | -                | [ 16 ] |
| 162           | كاتدرائية أميان                                                                                            |        | أوت دو فرانس                                                                                         | القرن الثالث عشر                                            | ثقافي               | 1981                            | -                | [ 17 ] |
| 635           | كاتدرائية بورج                                                                                             |        | سانتر-فال دو لوار                                                                                    | القرن الثالث عشر                                            | ثقافي               | 1992                            | -                | [ 18 ] |
| 81            | كاتدرائية شارتر                                                                                            |        | سانتر-فال دو لوار                                                                                    | القرن الثالث عشر                                            | ثقافي               | 1979                            | -                | [ 19 ] |
| 601           | كاتدرائية ريمس، دير القديس ريمي القديم [الإنجليزية]، وقصر تو، رانس                                         |        | الشرق الكبير                                                                                         | القرن الثالث عشر - السادس عشر                               | ثقافي               | 1991                            | -                | [ 20 ] [ 21 ] |
| 1153          | الكاوس والسيفين، المشهد المتوسطي الثقافي والزراعي [الإنجليزية]                                             |        | أوكستانيا                                                                                            |                                                             | ثقافي               | 2011                            | -                | [ 22 ] [ 23 ] |
| 228           | وسط أفينيون التاريخي: قصر الباباوات، مجموعة أسقفية، وجسر أفينيون [الإنجليزية]                              |        | إقليم ألب كوت دازور                                                                                  | القرن الثاني عشر - القرن السادس عشر                         | ثقافي               | 1995                            | -                | قصر البابوات، المجموعة الأسقفية وجسر سان بينيزيت (جسر أفينيون). |
| 868           | طرق سان جاك دو كومبوستيل في فرنسا [الإنجليزية]                                                             |        | مواقع متنوعة (يمين الطريق والمسار)                                                                   |                                                             | ثقافي               | 1998                            | -                | [ 26 ] |
| 1337          | مدينة ألبي الأسقفية                                                                                        |        | أوكستانيا                                                                                            |                                                             | ثقافي               | 2010                            | -                | [ 27 ] |
| 203           | الملاحات الكبرى في سالان-له-بان [الإنجليزية]                                                               |        | برغونية إفرنش كمته                                                                                   | القرن الثامن عشر                                            | ثقافي               | 1982                            | 2009             | [ 28 ] |
| 1283          | أعمال المهندس فوبان [الإنجليزية]                                                                           |        | متنوع                                                                                                | القرن السابع عشر                                            | ثقافي               | 2008                            | -                | [ 29 ] |
| 932           | ولاية سانت اميليون                                                                                         |        | أقطانية الجديدة                                                                                      |                                                             | ثقافي               | 1999                            | -                | [ 30 ] |
| 1181          | لو هافر، المدينة التي أعيد بناؤها من قبل أوغست بيريه                                                       |        | نرمندية                                                                                              | القرن العشرين                                               | ثقافي               | 2005                            | -                | تم بناؤه من عام 1945 إلى عام 1964 بواسطة ورشة إعمار لوهافر لأوغست بيريه. |
| 80            | جبل القديس ميشيل وخليجه                                                                                    |        | نرمندية                                                                                              |                                                             | ثقافي               | 1979                            | 2007             | [ 32 ] |
| 160           | حديقة وقصر فونتانبلو                                                                                       |        | إيل دو فرانس                                                                                         |                                                             | ثقافي               | 1981                            | -                | [ 33 ] |
| 83            | قصر فرساي                                                                                                  |        | إيل دو فرانس                                                                                         |                                                             | ثقافي               | 1979                            | 2007             | [ 34 ] |
| 600           | باريس على ضفاف نهر السين                                                                                   |        | إيل دو فرانس                                                                                         |                                                             | ثقافي               | 1991                            | -                | [ 35 ] |
| 229           | ساحات أليانس ودي لا كاريير وستانيسلاسفي [الإنجليزية]، مدينة نانسي                                          |        | الشرق الكبير                                                                                         | القرن الثامن عشر                                            | ثقافي               | 1983                            | -                | [ 36 ] |
| 334           | جسر غار (روما القديمة قناة رومانية)                                                                        |        | قسطانية                                                                                              | القرن الأول ميلادي                                          | ثقافي               | 1985                            | 2007             | [ 37 ] |
| 873           | بروفانس، مدينة المعارض العائدة للقرون الوسطى                                                               |        | إيل دو فرانس                                                                                         |                                                             | ثقافي               | 2001                            | -                | [ 38 ] |
| 872           | موقع ليون التاريخي                                                                                         |        | أوفيرن-رون ألب                                                                                       |                                                             | ثقافي               | 1998                            | -                | [ 39 ] |
| 1363          | المساكن المعلقة على ركائز حول جبال الألب [الإنجليزية]                                                      |        | برغونية إفرنش كمته، أوفيرن-رون ألب                                                                   | 5000 إلى 500 قبل الميلاد                                    | ثقافي               | 2011                            | -                | سلسلة من مستوطنات ما قبل التاريخ (أو منازل الركائز) في جبال الألب وحولها. وهي مواقع عابرة للحدود، مشتركة مع النمسا وألمانيا وإيطاليا وسلوفينيا وسويسرا، من بين 11 من إجمالي 111 موقعًا في فرنسا.                                       |
| 85            | مواقع عائدة لفترة ما قبل التاريخ ومغاور مزينة في وادي فيزير [الإنجليزية]                                   |        | أقطانية الجديدة                                                                                      |                                                             | ثقافي               | 1979                            | -                | [ 42 ] |
| 495           | ستراسبورغ: من الجزيرة الكبرى [الإنجليزية] حتى نويشتات [الإنجليزية]                                         |        | الشرق الكبير                                                                                         |                                                             | ثقافي               | 1988                            | 2017             | [ 43 ] |
| 163           | المسرح الروماني [الإنجليزية] وضواحيه وقوس النصر [الإنجليزية] في مقاطعة أورانج                              |        | إقليم ألب كوت دازور                                                                                  |                                                             | ثقافي               | 1981                            | 2007             | [ 44 ] |
| 933           | وادي اللوار بين سولي سور لوار وشالون-سور-لوير [الإنجليزية]                                                 |        | سانتر-فال دو لوار، بايي دو لا لوار                                                                   |                                                             | ثقافي               | 2000                            | -                | منظر طبيعي ثقافي رائع، يحتوي على مدن وقرى تاريخية، وآثار معمارية (كالقصر)، والأراضي المزروعة التي شكلتها قرون عديدة من التفاعل بين سكانها والبيئة المادية، وفي المقام الأول نهر لوار نفسه.                                            |
| 345           | مدينة كركاسون التاريخية الحصينة [الإنجليزية]                                                               |        | قسطانية                                                                                              |                                                             | ثقافي               | 1997                            | -                | [ 46 ] |
| 258           | خليج بورتو [الإنجليزية]:جون بيانا الصخري [الإنجليزية]، خليج جيرولاتا، ومحمية سكاندولا [الإنجليزية]         |        | كورسيكا                                                                                              | غير متوفر                                                   | طبيعي               | 1983                            | -                | [ 47 ] |
| 1115          | بحيرات كاليدونيا الجديدة المرجانية [الإنجليزية]: تنوع الشعَب والنظم الإيكولوجية ذات الصلة                   |        | كاليدونيا الجديدة                                                                                    | غير متوفر                                                   | طبيعي               | 2008                            | -                | تتميز بتنوع النظم البيئية. |
| 1317          | شِعاف جزيرة ريونيون وجروفها وحلباتها الجليدية                                                               |        | لا ريونيون                                                                                           | غير متوفر                                                   | طبيعي               | 2010                            | -                | [ 49 ] |
| 773           | البيرينيه – الجبل الضائع [الإنجليزية]                                                                      |        | قسطانية                                                                                              | غير متوفر                                                   | مختلط (طبيعي-ثقافي) | 1997                            | 1999             | مواقع عابرة للحدود مشتركة مع إسبانيا. |
| 1360          | حوض التعدين نورد با دي كاليه [الإنجليزية]                                                                  |        | أوت دو فرانس                                                                                         | من القرن 18 إلى القرن 20                                    | ثقافي               | 2012                            | -                | منظر طبيعي رائع شكلته ثلاثة قرون من عمليات استخراج الفحم. |
| 1426          | كهف بونت دارك المزخرف، المعروف باسم جروت شوفيه بونت دارك، أرديش                                            |        | أوفيرن-رون ألب                                                                                       | 30,000–28,000 قبل الميلاد                                   | ثقافي               | 2014                            | -                | تعتبر من أقدم الرسومات التصويرية المعروفة وأفضلها محفوظة في العالم. |
| 1425          | مناطق زراعة الكروم في بورغندي [الإنجليزية]                                                                 |        | برغونية إفرنش كمته                                                                                   | العصور الوسطى - الآن                                        | ثقافي               | 2015                            | -                | . |
| 1465          | تلال ومنازل وأقبية منطقة شامبانيا [الإنجليزية]                                                             |        | الشرق الكبير                                                                                         | القرن السابع عشر–الآن                                       | ثقافي               | 2015                            | -                | تشمل المواقع التي تم فيها تطوير طريقة إنتاج النبيذ الفوار. |
| 1321          | أعمال لو كوربوزييه المعمارية [الإنجليزية]، مساهمة استثنائية في الحركة الحديثة                              |        | أقطانية الجديدة، برغونية إفرنش كمته، إيل دو فرانس، الشرق الكبير، إقليم ألب كوت دازور، أوفيرن-رون ألب | القرن العشرين                                               | ثقافي               | 2016                            | -                | الموقع شهادة على اختراع لغة معمارية جديدة. ويملك خاصية تسلسلية عابرة للحدود مع الأرجنتين وألمانيا وبلجيكا والهند واليابان وسويسرا. |
| 1528          | تابوتابواتيا [الإنجليزية]                                                                                  |        | بولينزيا الفرنسية                                                                                    | القرن العاشر                                                | ثقافي               | 2017                            |                  | مركز بولينيزي سياسي، واحتفالي وجنائزي. |
| 1434          | الموقع التكتوني الأعلى لسلسلة الجبال البركانية شين دي بوي [الإنجليزية] - وادي "فاي دو ليماين" [الإنجليزية] |        | أوفيرن-رون ألب                                                                                       |                                                             | طبيعي               | 2018                            |                  | موقع مهم جيولوجيا يوضح عملية الصدع القاري. |
| 1603          | الأراض الفرنسية جنوبية وأنتارتيكية                                                                         |        | أراض فرنسية جنوبية وأنتارتيكية                                                                       |                                                             | طبيعي               | 2019                            |                  | الجزر النائية في المحيط الجنوبي موطن للنباتات والحيوانات الفريدة بما في ذلك شريحة كاملة من القارة القطبية الجنوبية مما يجعلها أكبر موقع للتراث العالمي.                                                                               |
| 1613          | مدن المنتجعات الصحية الأوروبية الكبرى                                                                      |        | أوفيرن-رون ألب                                                                                       |                                                             | ثقافي               | 2021                            |                  | موقع عابر للحدود يضم 11 مدينة في سبع دول أوروبية تطورت حول ينابيع المياه المعدنية الطبيعية وتشهد على ثقافة المنتجعات الصحية الأوروبية الدولية. تمثل المنتجعات الصحية في فيشي هذا الموقع في فرنسا.                                     |
| 1625          | منارة كوردوان                                                                                              |        | أقطانية الجديدة                                                                                      |                                                             | ثقافي               | 2021                            |                  | تجسد منارة كوردوان المراحل العظيمة للتاريخ المعماري والتكنولوجي للمنارات. |
| 1635          | نيس، مدينة المنتجع الشتوي في الريفيرا                                                                      |        | إقليم ألب كوت دازور                                                                                  |                                                             | ثقافي               | 2021                            |                  | تشهد نيس على تطور المنتجع الشتوي بسبب مناخ المدينة المعتدل وموقعها على شاطئ البحر عند سفح جبال الألب. |
| 1133          | غابات الزان القديمة وغابات الزان البدائية لمنطقة الكربات وغيرها من مناطق أوروبا [الإنجليزية]               |        | مواقع متنوعة                                                                                         |                                                             | طبيعي               | 2007 (امتدادا للمواقع في فرنسا) | 2011، 2017، 2022 | تمثل هذه الخاصية عبر الوطنية مثالا بارزا على الغابات المعتدلة المعقدة وغير المضطربة نسبيا وتظهر مجموعة واسعة من الأنماط والعمليات البيئية الشاملة للمواقف النقية والمختلطة من خشب الزان الأوروبي عبر مجموعة متنوعة من الظروف البيئية. |

## الموقع الجغرافي
| فيزيلاي قصر فرساي لاسكو كاتدرائية شارتر مونت سانت ميشيل فونتينبلو فونتيناي كاتدرائية أميان آرل فوكلوز رويال سالتووركس جون بيانا الصخري محمية سكاندولا الطبيعية دير سان سافان ساحة ستانيسلاس بونت دو جارد باريس الجزيرة الكبرى ريمس كاتدرائية بورجيه قناة دو ميدي افينيون كاركاسون مونت بيردو ليون سانت إيميليو أبراج الكنائس في بلجيكا وفرنسا وادي لوار بروفينس لوهافر بوردو أعمال المهندس فوبان ألبي المساكن المعلقة كوزيس وسيفين نورد با دي كاليه كهف شوفيه بورغوندي تلال ومنازل وأقبية منطقة شامبانيا شين دي بوي مدن المنتجعات الصحية الأوروبية الكبرى منارة كوردوان نيس غابات الزان الموقع الجغرافي لمواقع التراث العالمي في فرنسا |
| بحيرات كاليدونيا الجديدة المرجانية [الإنجليزية] تابوتابواتيا ماراي جزيرة ريونيون الأراضي الفرنسية جنوبية وأنتارتيكية الموقع الجغرافي لمواقع التراث العالمي الفرنسية في أقاليم ما وراء البحار |